# Coastal Aviation
Coastal Aviation ist eine Fluggesellschaft in Tansania mit Sitz in Daressalam am Terminal 1 des Julius Nyerere International Airport.

## Geschichte
Coastal Aviation wurde 1987 von Nicola Colangelo gegründet. Das Unternehmen bot personalisierte Safaris und Flugcharter an und besaß eine Cessna 206T sowie drei Daus. Als sich der Schiffsverkehr nach Sansibar auf Schnellboote verlagerte, konzentrierte sich Coastal Aviation auf den Flugverkehr, behielt aber die Dau im Sonnenuntergang als Logo. Mit Stand 2020 werden neben Charterflügen zu mehr als 40 Orten in Tansania, Ruanda und Kenia auch Linienflüge angeboten. Die wichtigsten Flughäfen sind Daressalam und Arusha.

## Flugziele
Die Fluggesellschaft fliegt rund 100 Landebahnen in Ostafrika an. Die wichtigsten Ziele sind:
| Land     | Ort          | Flughafen                            |
| -------- | ------------ | ------------------------------------ |
| Tansania | Arusha       | Flughafen Arusha                     |
| Tansania | Bukoba       | Flughafen Bukoba                     |
| Tansania | Daressalam   | Julius Nyerere International Airport |
| Tansania | Iringa       | Flughafen Iringa                     |
| Tansania | Kuro         | Tarangire Nationalpark               |
| Tansania | Lake Manyara | Flughafen Lake Manyara               |
| Tansania | Mafia        | Flughafen Mafia                      |
| Tansania | Moshi        | Kilimanjaro International Airport    |
| Tansania | Moshi        | Flughafen Moshi                      |
| Tansania | Musoma       | Flughafen Musoma                     |
| Tansania | Mwanza       | Flughafen Mwanza                     |
| Tansania | Pangani      | Mwera Airstrip                       |
| Tansania | Pemba        | Flughafen Pemba                      |
| Tansania | Ruaha        | Msembe Airstrip                      |
| Tansania | Rubondo      | Rubondo Airstrip                     |
| Tansania | Saadani      | Saadani-Nationalpark                 |
| Tansania | Sansibar     | Zanzibar International Airport       |
| Tansania | Selous       | Mtemere Airstrip                     |
| Tansania | Serengeti    | Seronera Airstrip                    |
| Tansania | Songo Songo  | Songo Songo Airstrip                 |
| Tansania | Tanga        | Flughafen Tanga                      |
| Tansania | Tarime       | Tarime Airstrip                      |
| Kenia    | Migori       | Flughafen Migori                     |
| Kenia    | Nairobi      | Jomo Kenyatta International Airport  |
| Kenia    | Nairobi      | Wilson Airport                       |
| Ruanda   | Kigali       | Kigali International Airport         |

## Flotte
Im Jahr 2022 bestand die Flotte aus 15 Flugzeugen. Mit 300 Angestellten wurden 2019 mehr als 150.000 Passagiere befördert:
- 10 Cessna C208
- 5 Pilatus PC-12

## Zwischenfälle
Für Coastal Aviation wurden folgende Zwischenfälle gemeldet:
- 25. Oktober 2017: Eine Cessna 208B Grand Caravan kam beim Landeanflug auf den Lobo-Wildlife-Lodge-Airstrip in der Serengeti von der Landebahn ab und prallte gegen einen Baum. Zwei Passagiere und der Pilot wurden leicht verletzt, die übrigen acht Passagiere blieben unverletzt. Das Flugzeug wurde irreparabel beschädigt.[7]
- 15. November 2017: Auf dem Flug in die Serengeti stürzte eine Cessna 208B Grand Caravan ab. Alle Passagiere, vier Touristen und sechs Mitarbeiter des Safari-Camps, sowie der Pilot kamen ums Leben.[8]